# Euthalia angustifascia
Euthalia angustifascia är en fjärilsart som beskrevs av James John Joicey och Alfred Noakes 1915. Euthalia angustifascia ingår i släktet Euthalia och familjen praktfjärilar. Inga underarter finns listade i Catalogue of Life.